# بوغيانانيات
البوغيانانيات[بحاجة لمصدر] (الاسم العلمي: Pleosporomycetidae) هو صنف من الفطريات يتبع طائفة الدرينانية من الشعيبة الفنجانينية.

## رتب
- البوغيانيات